# Wilhelm Kirschner
Wilhelm „Willi” Kirschner (n. 9 decembrie 1911, Sibiu, Austro-Ungaria – d. 26 martie 1994) a fost un handbalist de etnie germană care a jucat pentru echipa națională a României. Kirschner a fost component al selecționatei în 11 jucători a României care s-a clasat pe locul al șaselea la Olimpiada din 1936, găzduită de Germania. El a jucat în toate cele trei meciuri disputate de România.
În 1938 Wilhelm Kirschner s-a aflat în lotul selecționatei în 11 jucători a României care s-a clasat pe locul 5 la Campionatul Mondial de Handbal de câmp din Germania.
În Sibiu, Willi Kirschner a fost component de bază al clubului Hermannstädter Turnverein(de) (Societatea de Gimnastică Sibiu).